# Le privé est politique

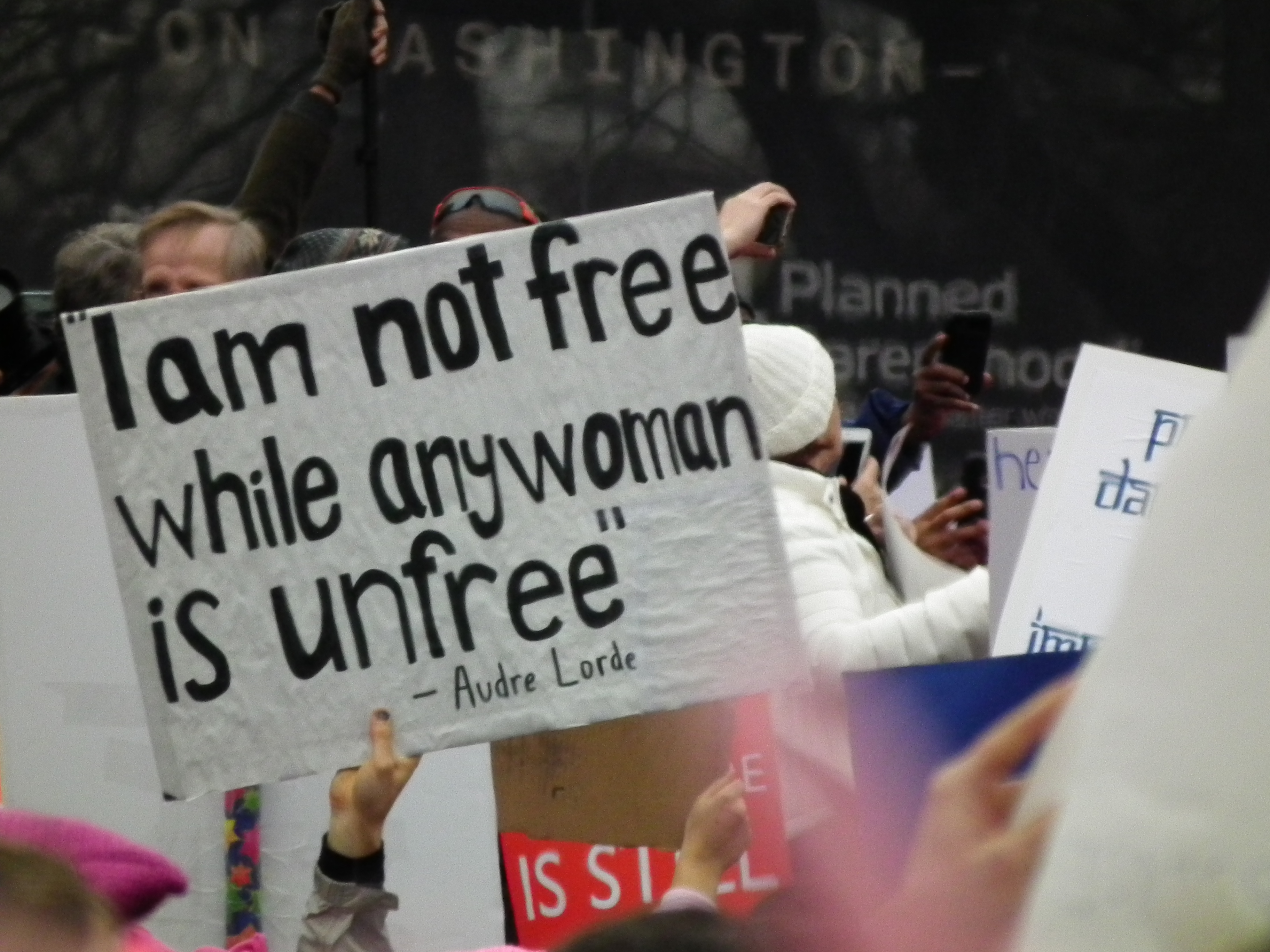
"Je ne suis pas libre tant que toutes les femmes ne le sont pas". Citation d'Audre Lorde sur la pancarte d'une manifestaire à la marche des femmes de 2017 à Washington, États-Unis.

Le privé est politique ou Le personnel est politique,, en anglais The personal is political ou The private is political, est un slogan politique utilisé dans le cadre des mouvements de libération des femmes à partir des années 1960. 
Selon Renee Heberle, le propos de ce slogan est de souligner les liens entre l'expérience personnelle et les structures sociales et politiques plus larges. Bonnie J. Dow, explique lui que l'expression affirme que les « problèmes individuels des femmes ne sont que l’excroissance de leur statut politique de classe opprimée ».
Dans le contexte du mouvement féministe des années 1960 et 1970, il s'agissait d'un défi lancé à la famille nucléaire et à ses valeurs ; valeurs (corps féminin et sexualité entre autres) qui furent vivement et largement débattues. L'expression a été plusieurs fois décrite comme un trait caractéristique de la deuxième vague du féminisme, du féminisme radical, des Women's studies, ou du féminisme en général,. Elle a différencié la deuxième vague du féminisme survenues à partir des années 1960 de la première vague du féminisme, qui avait majoritairement pour but l'obtention du droit de vote des femmes.
Cette expression a été popularisée lors de la publication d'un essai féministe de Carol Hanisch (en) intitulé The Personal is Political (1970), expression dont elle renie cependant la maternité. Kerry Burch, Shulamith Firestone, Robin Morgan et d'autres féministes qui avaient été désignés comme les auteurs de la phrase ont également décliné en être les auteurs. Selon Burch, ces personnes citent les conversations privées et publiques de millions de femmes. Gloria Steinem a comparé cette situation à la revendication de la paternité de l'expression de Seconde guerre mondiale, bien que celle-ci puisse en fait être attribuée à un éditorial du Time publié en septembre 1939.